# Linnés Apostel
Als Linnés „Apostel“ werden 17 Schüler von Carl von Linné bezeichnet, die er als Pflanzensammler in alle Teile der Welt sandte. Linné verwandte die Bezeichnung zum ersten Mal 1750, als seine Amtszeit als Rektor der Universität Uppsala begann.

## Geschichte
Die ersten Reisen wurden auf Grund des Engagements des Grafen Carl Gustaf Tessin möglich. Er verlangte von der Schwedischen Ostindien-Kompanie, dass jedes Jahr ein junger Naturwissenschaftler kostenlos an Bord ihrer Schiffe mitreisen durfte. Der damalige Direktor der Schwedischen Ostindien-Kompanie Magnus Lagerström, selbst ein begeisterter Anhänger der Naturwissenschaften, stimmte zu. Er bedachte jeden der jungen Reisenden mit seiner besonderen Aufmerksamkeit und empfahl sie persönlich der Obhut der Kapitäne der Schiffe, mit denen sie reisten.
Nicht alle der durch Linné vermittelten Schüler waren in der Lage, ihre Aufgabe erfolgreich zu beenden. Gleich Linnés erster auf Reisen gesandter Schüler überstand die Strapazen nicht: Christopher Tärnström, der 1745 von Göteborg aus nach China aufbrach, verstarb noch Ende des gleichen Jahres an den Folgen des ungewohnten Klimas.
Andere seiner Schüler, z. B. Daniel Solander und Anders Sparrman, die beide an Expeditionen von James Cook teilnahmen, oder Carl Peter Thunberg bereicherten durch ihre umfangreichen Funde und Beschreibungen die Kenntnisse über die Pflanzenwelt.

## Übersicht über die „Apostel“ Linnés und ihre Reisen
† = auf der Reise verstorben
| Name                    | Beginn | Rückkehr | Reiseziele                                                      |
| ----------------------- | ------ | -------- | --------------------------------------------------------------- |
| Christopher Tärnström   | 1745   | †        | China                                                           |
| Pehr Kalm               | 1748   | 1751     | Nordamerika                                                     |
| Olof Torén              | 1748   | 1752     | Java, China                                                     |
| Carl Fredrik Adler      | 1748   | 1761 †   | China, Indien, Java                                             |
| Fredrik Hasselquist     | 1749   | †        | Vorderer Orient                                                 |
| Pehr Osbeck             | 1750   | 1752     | China                                                           |
| Pehr Löfling            | 1751   | †        | Spanien, Südamerika                                             |
| Daniel Rolander         | 1754   | 1756     | Südamerika                                                      |
| Anton Rolandsson Martin | 1758   | 1758     | Arktis, Norwegen                                                |
| Peter Forsskål          | 1761   | †        | Arabien                                                         |
| Johan Peter Falck       | 1768   | †        | Sibirien                                                        |
| Daniel Solander         | 1768   | 1772     | 1. Weltumseglung von James Cook, 1772: Island, Hebriden, Orkney |
| Andreas Berlin          | 1772   | †        | Sierra Leone                                                    |
| Carl Peter Thunberg     | 1772   | 1779     | Südafrika, Java, Japan, Ceylon                                  |
| Anders Sparrman         | 1772   | 1776     | 2. Weltumseglung von James Cook                                 |
| Göran Rothman           | 1773   | 1776     | Libyen, Tunesien, (1765: Åland)                                 |
| Adam Afzelius           | 1792   | 1796     | Sierra Leone                                                    |

## Nachweise

## Weiterführende Literatur
- The Linnaeus Apostles – Global Science and Adventure. 8 Bände, IK Foundation & Co Ltd., ISBN 978-1-904145-26-4.